# 沼津バイパス

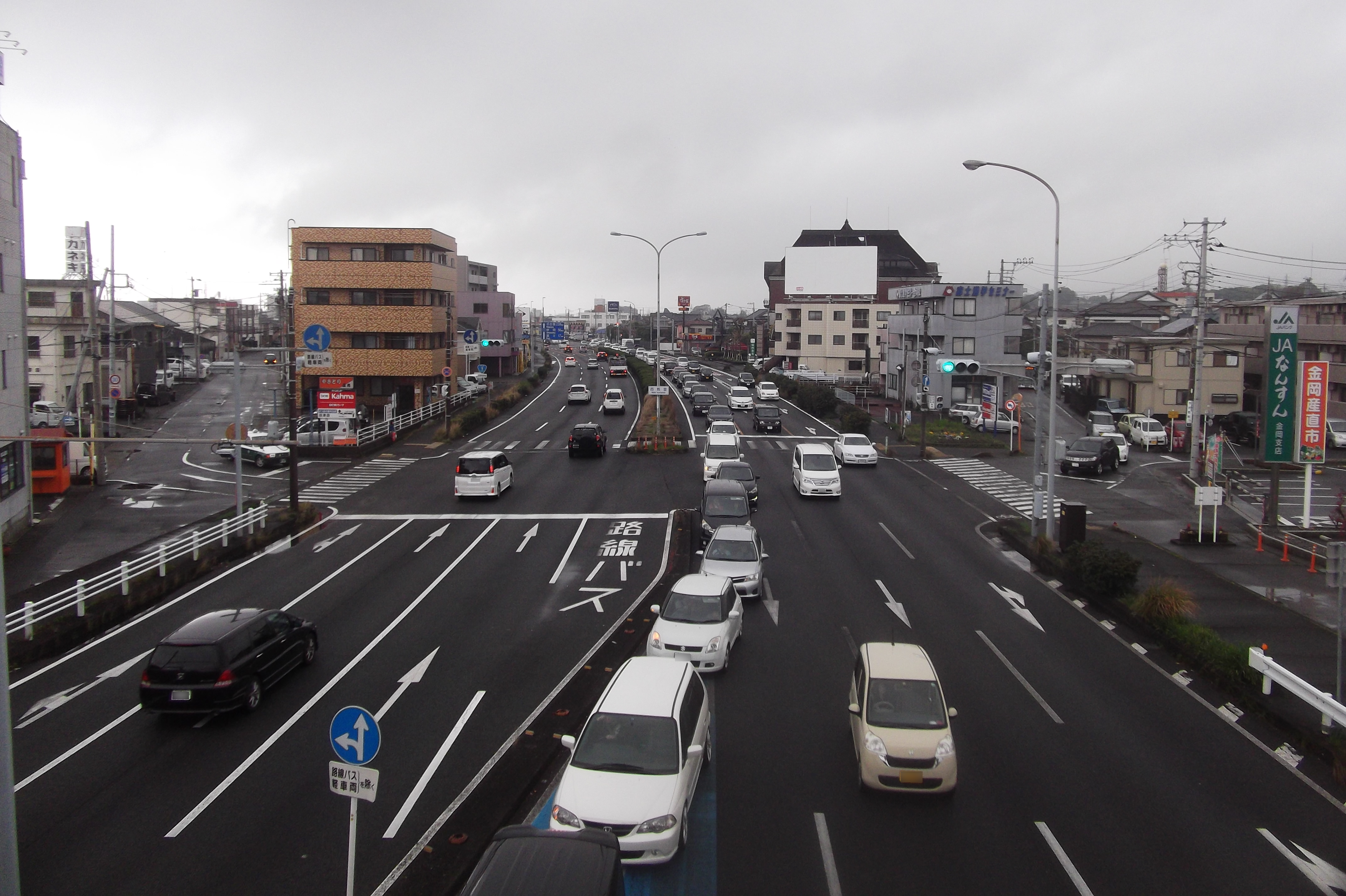
沼津バイパス、西熊堂付近。（2017年4月撮影）

沼津バイパス（ぬまづバイパス）は、静岡県沼津市の市街地を北側に迂回し、静岡県駿東郡清水町八幡から静岡県富士市今井までを結ぶ国道1号の通称。1982年にバイパスから本線に昇格している。大部分が平面交差であり、立体区間は少ない。
自動車専用道路ではないので、50 cc以下の原付も通行可能。

## 概要
- 起点：静岡県駿東郡清水町八幡
- 終点：静岡県富士市今井
- 総延長：18.5 km
- 事業費：256億円
- 車線数：4車線(一部6車線)

## 歴史
- 1965年（昭和40年）：着工。
- 1970年（昭和45年）：沼津市内で部分開通。
- 1978年（昭和53年）：沼津市一本松 - 富士市柏原間が開通。
- 1980年（昭和55年）11月15日：富士市柏原 - 今井間が開通し、全通。
- 1982年（昭和57年）3月31日：本線に昇格（旧道は静岡県道380号富士清水線に降格）。
- 1996年（平成8年）：全線の4車線化が完了。

## 接続するバイパスの位置関係
（東京方面）三島バイパス - 沼津バイパス - 富士由比バイパス（大阪方面）

## 地理

### 通過する自治体
- 静岡県
  - 駿東郡清水町 - 沼津市 - 富士市

### インターチェンジ・主な交差点
| 施設名                                    | 接続路線名                                                                                                | 備考           | 所在地        |
| ----------------------------------------- | --- | -------------- | ------------- |
| 国道1号（三島バイパス）三島・箱根方面     | |                |               |
| 八幡交差点                                | 静岡県道380号富士清水線（下り線からの流出のみ）、 静岡県道145号沼津三島線                                 |                | 駿東郡 清水町 |
| 八幡西交差点                              | 静岡県道380号富士清水線（上り線への流入のみ）                                                             | 上り線のみ     | 駿東郡 清水町 |
| 伏見IC                                    | 清水町道1号線（都市計画道路川原ヶ谷八幡線）                                                               | 富士方面出入口 | 駿東郡 清水町 |
| 上石田IC                                  | 国道246号（裾野バイパス・都市計画道路黄瀬川沼津インター線） 国道414号（都市計画道路黄瀬川沼津インター線） |                | 沼津市        |
| 宮前町交差点                              | 都市計画道路平町岡一色線                                                                                  |                | 沼津市        |
| 共栄町交差点                              | 静岡県道405号足高三枚橋線（都市計画道路三枚橋岡宮線）                                                     |                | 沼津市        |
| 江原公園交差点                            | 静岡県道22号三島富士線 静岡県道162号沼津停車場東沢田線（都市計画道路沼津南一色線）                        |                | 沼津市        |
| 西熊堂交差点                              | 静岡県道22号三島富士線                                                                                    |                | 沼津市        |
| 中沢田東交差点                            | 都市計画道路市道沢田線                                                                                    |                | 沼津市        |
| 西沢田交差点                              | 都市計画道路金岡浮島線                                                                                    |                | 沼津市        |
| 西沢田榎田交差点                          | 都市計画道路片浜西沢田線                                                                                  |                | 沼津市        |
| 市立病院南交差点                          | 静岡県道419号愛鷹インター線（都市計画道路片浜池田線）                                                     |                | 沼津市        |
| 西椎路交差点                              | 沼津市道02093号線（旧静岡県道164号西椎路松長線）                                                          |                | 沼津市        |
| 原東町交差点                              | 静岡県道165号原停車場線（都市計画道路原青野線）                                                           |                | 沼津市        |
| 無名交差点                                | 都市計画道路原駅町沖線                                                                                    |                | 沼津市        |
| （仮称）原IC                              | 都市計画道路東駿河湾環状線（予定）                                                                        |                | 沼津市        |
| 一本松西交差点                            | 静岡県道166号石川一本松線（都市計画道路原石川線）                                                         |                | 沼津市        |
| 中里西交差点                              | 静岡県道167号須津東田子浦停車場線（都市計画道路元吉原中里線）                                             |                | 富士市        |
| 富士東IC                                  | 国道139号、静岡県道76号富士富士宮由比線（都市計画道路今井早口線）                                         |                | 富士市        |
| 国道1号（富士由比バイパス）富士・静岡方面 | |                |               |

- 東駿河湾環状道路を沼津岡宮ICから以西については、愛鷹IC - 沼津岡宮ICが事業中である。さらに、残りの部分に相当する愛鷹IC - 原東町交差点 - 一本松西交差点間の沼津市原地区で接続させる計画があるが、未だ事業化はされていない。